# Pode
Nella mitologia greca,  Pode  (in greco Ποδής Podḕs) era il nome di un giovane guerriero troiano, originario della Cilicia. La sua vicenda è narrata nel libro XVII dell'Iliade di Omero. Viene ucciso da Menelao durante la contesa attorno al cadavere di Patroclo.

## Il mito

### Le origini
Quando Paride, figlio di Priamo re di Troia, prese con sé Elena moglie di Menelao, scoppiò una guerra fra la Grecia e i troiani. Pode era un giovane abitante della città di Troia, originario della Cilicia, che si ritrovò coinvolto nelle battaglie. Figlio del re Eezione, e dunque fratello di Andromaca, era sopravvissuto al massacro in cui erano periti gli altri maschi della sua famiglia. Pode era ricco e nobile, non solo di nascita ma anche di carattere: fu sempre al fianco del cognato Ettore, che lo stimava molto ed era suo compagno quando si trattava di banchettare allegramente.

### La morte
Il giovane fu ucciso in combattimento da Menelao, che poi trascinò via il cadavere suscitando l'ira e il dolore di Ettore.
 "  V'era tra i Teucri Pode, figlio d'Eezione, 

 ricco e gagliardo; molto Ettore l'onorava 

 fra il popolo, ché gli era caro compagno ai banchetti; 

questo il biondo Menelao colpì nella cintura

mentre balzava a fuggire lo trapassò col bronzo:

rimbombò stramazzando, e l'Atride Menelao

prese a tirare il corpo dai Teucri fra i suoi  " 
(Omero, Iliade, libro XVII, traduzione di Rosa Calzecchi Onesti)

## Interpretazione e realtà storica
Sovrapponibile in parte a Pode è il virgiliano Serrano, giovinetto rutulo amante del gioco e del vino: benvoluti entrambi dai loro commilitoni.

### Fonti
- Omero, Iliade libro XVII versi 575-81.

### Traduzione delle fonti
- Rosa Calzecchi Onesti, Omero. Iliade, seconda edizione, Torino, Einaudi, 1990.